# Sacura
Sacura – rodzaj ryb okoniokształtnych z rodziny strzępielowatych.

## Klasyfikacja
Gatunki zaliczane do tego rodzaju:
- Sacura boulengeri
- Sacura margaritacea
- Sacura parva
- Sacura speciosa